# Armageddon (groupe)
Pour les articles homonymes, voir Armageddon (homonymie).
Armageddon est un groupe de rock anglo-américain formé en 1974 considéré comme un supergroupe, ses membres venant de groupes réputés, les Yardbirds et Renaissance pour le chanteur Keith Relf, Captain Beyond et Johnny Winter pour le batteur Bobby Caldwell, Renaissance, Steamhammer et Rod Stewart pour le guitariste Martin Pugh ainsi que Renaissance et Steamhammer pour le bassiste Louis Cennamo.

## Historique
En 1972, Steamhammer sort son dernier album, Speech co-produit par Keith Relf qui participe aussi au chœurs avant de se séparer fin 1973. Relf propose à Louis Cennamo et Martin Pugh de créer un nouveau groupe mais aussi de s'exiler aux États-Unis plus précisément en Californie. Les trois musiciens vivent sur leurs économies avant le rencontrer le batteur Bobby Caldwell, puis d'obtenir par Peter Frampton le numéro de téléphone d'un ponte du label A&M Records. Les quatre musiciens n'ont pas de démo à présenter mais se voient offrir une audition qui se déroula dans le vieux studio de Charlie Chaplin en présence de Jerry Moss le décideur du label et Dee Anthony (en) qui manageait à l'époque Peter Frampton, ELP et le J. Geils Band. Après une jam improvisée, les musiciens eurent l'opportunité de signer un contrat de management avec Dee Anthony et Moss leur fera signer un contrat d'enregistrement le 2 avril 1974 au Beverly Hills Hotel.
Le groupe commença à répéter en Californie, mais tout n'est pas parfait, les drogues circulent et Keith Relf n'est pas au top physiquement, souffrant d'emphysème pulmonaire qui l'empêche de respirer correctement. Après avoir passé six mois en Californie, le groupe rentre en Angleterre pour enregistrer ce qui sera son unique album. L'enregistrement se déroula aux studios Olympic de Barnes pendant l'automne 1974. Le groupe retourna en Californie pour commencer à répéter en vue d'une tournée de promotion et joua deux soir au Starwood Club de North Hollywood. Ce seront les deux uniques concerts du groupe malgré la proposition d'une tournée commune avec Eric Clapton organisée par leur nouveau manager Jerry Weintraub.
Le groupe se sépara début 1976 quelques mois avant le décès, le 14 mai 1976, de Keith Relf (mort par électrocution). Louis Cennamo participa en 1977 avec Jim McCarty à la reformation de Renaissance sous le nom d'Illusion. Le groupe sortit deux albums avant de se séparer en 1979. Bobby Caldwell retourne jouer avec Captain Beyond et Martin Pugh abandonna momentanément la musique avant de revenir jouer avec Geoff Thorpe au sein du groupe 7th Order dans les années 2000.

## Composition du groupe
- Keith Relf: chant, harmonica
- Martin Pugh: guitare acoustique et électrique
- Bobby Caldwell: batterie, percussions, chœurs
- Louis Cennamo: basse, basse électrique jouée avec un archet (bowed bass guitar)

## Discographie
- Armageddon - A&M Records (1975)